# Cyril Chamberlain
Cyril Chamberlain, teljes nevén Cyril Hugh Basham Chamberlain (Paddington, London, Egyesült Királyság, 1909. március 8. – Builth Wells, Wales, 1974. december 5.) brit (angol) színpadi és filmszínész, komikus. Szerepelt több korai Folytassa-filmben, a BBC Doctors című televíziós sorozatában és „St. Trinian’s”-vígjátékokban.

## Élete
Első (még névtelen) filmszerepét 1936-ban kapta a The Man Behind the Mask c. thrillerben, mint Thompson rendőrnyomozó, később 1939-ben egy Will Hay főszereplésével készült filmbohózatban, az Ask a Policeman-ben szerepelt. A második világháború alatt a Brit Királyi Légierőnél szolgált. A háború után visszatért a színészmesterséghez. 1939–1966 között csaknem 140 filmben szerepelt, alapvetően mellékszerepekben. 1966-ban egészségi állapota miatt visszavonult Walesbe, itt hátralévő éveiben antik bútorokat restaurált és antik bútorokkal kereskedett.
Háromszor nősült, először 1935-ben Barbara Markham színésznőt vette el, elváltak. 1944-ben Stella Smallwood színésznőt vette feleségül, tőle is elvált. Harmadik házasságát 1948-ban kötötte Lisa Lee színésznővel. Harmadik felesége Chamberlain haláláig, 1974-ig vele maradt, egy közös fiuk született.

## Főbb filmszerepei
- 1936: The Man Behind the Mask, Thompson rendőrnyomozó
- 1939: A szerelem tolvaja (Stolen Life), névtelen
- 1939: Ask a Policeman, rádióbemondó
- 1939: Orkney-i rejtély (The Spy in Black), névtelen szerep
- 1942: Nehéz professzornak lenni (Black Sheep of Whitehall), BBC-producer
- 1947: Az embervadász (The Man Within), bírósági tisztviselő
- 1947: A pohár kicsordul (The Upturned Glass), fiatal orvos
- 1948: A brightoni szikla (), detektív
- 1948: London Belongs to Me, Wilson nyomozó őrmester
- 1949: Whiskyt vedelve (Whisky Galore!), kis szerep
- 1949: Helter Skelter, kis szerep
- 1950: Rémület a színpadon (Stage Fright), Loomis nyomozó őrmester
- 1950: Halálfejes pillangó (The Clouded Yellow), útlevélellenőrző tiszt
- 1951: Blackmailed, közrendőr
- 1951: A Levendula-dombi csőcselék (The Lavender Hill Mob), parancsnok
- 1953: Stand by to Shoot, tévé-minisorozat, Jamieson White
- 1953: Botrány az áruházban (Trouble in Store), Alf
- 1954: Doctor in the House, rendőr
- 1954: The Embezzler, Alex Johnson zsaroló
- 1955: Micsoda vakáció (Raising a Riot), rendőr
- 1955: Above Us the Waves, Chubb haditengerész altiszt
- 1955: Doktor a tengeren (Doctor at Sea), Whimble
- 1955: A pillanat embere (Man of the Moment), brit küldött
- 1955: An Alligator Named Daisy, vendég a partin
- 1956: Whisky, vodka, vasmacska (The Iron Petticoat), szállodai ajtónálló
- 1956: Eyewitness, moziigazgató
- 1956: The Green Man, Bassett rendőr őrmester
- 1956: A nagy pénz (The Big Money), szállodai detektv
- 1957: Doctor at Large, közrendőr
- 1957: A herceg és a színésznő (The Prince and the Showgirl), kis szerep
- 1957: Blue Murder at St. Trinian’s, kapitány
- 1958: A herceg halásznadrágban (The Duke Wore Jeans), csapos
- 1958: Emlékezetes éjszaka (), George Thomas Rowe szállásmester
- 1958: Ivanhoe, fegyveres katona
- 1958: Folytassa, őrmester! (Carry On Sergeant), fegyvermester
- 1958: Tell vilmos, tévésorozat, Vogel
- 1959: Folytassa, nővér! (Carry On Nurse), Bert Able
- 1959: Felfelé és lefelé (Upstairs and Downstairs), Guard
- 1959: Folytassa, tanár úr! (Carry On Teacher), Alf Hudson pedellus
- 1959: Tessék lapozni (Please Turn Over), Mr. Jones
- 1960: Folytassa, rendőr! (Carry On Constable), Thurston rendőr
- 1960: Urak szövetsége (The League of Gentlemen), őrjáratozó rendőr
- 1960: Duplacsavar (Doctor in Love), kis szerep
- 1960: Matróz a rakétában (The Bulldog Breed), Jimmy, a háziúr
- 1960: The Pure Hell of St. Trinian’s, százados
- 1961: Folytassa tekintet nélkül! (Carry On regardless), rendőr
- 1961: Majdnem baleset, Breech gárdatiszt
- 1961: Láng az utcákon (Flame in the Streets), Dowell
- 1961: Viharos együttes (Raising the Wind), a zeneakadémia portása
- 1962: A vesztes nyer (A Pair of Briefs), rendőr
- 1962: Folytassa a hajózást! (Carry On Cruising), Tom Tree hajópincér
- 1962: Én és a gengszter (On the Beat), kávéháztulajdonos
- 1963: Vasszűz (The Iron Maiden), Mrs. Webb csapatának tagja
- 1963: Folytassa, taxisofőr! (Carry On Cabby), Sarge taxis
- 1963: Ne hagyd magad, Pitkin! (A Stitch in Time), kis szerep
- 1965: Az Angyal kalandjai (The Saint), tévésorozat, The Crime of the Century epizód, Mr. Flavel
- 1965: Öt jómadár (Joey Boy), James Ridley hadnagy
- 1965: Kétballábas (Two Left Feet), Miles
- 1965: Danger Man, tévésorozat, ruhatáros
- 1966: The Great St. Trinian’s Train Robbery, Maxie
- 1966: The Yellow Hat, kis szerep